# Mariä Himmelfahrt (Hachtel)
Die römisch-katholische Pfarrkirche Mariä Himmelfahrt in Hachtel, einem Stadtteil von Bad Mergentheim im Main-Tauber-Kreis, wurde im Jahre 1861 errichtet und ist der Aufnahme der seligen Jungfrau Maria in den Himmel geweiht. Es handelt sich um einen neugotischen Saalbau mit Eingangsturm und eingezogenem polygonalem Chor. Das Gebäude ist umgeben von einer Kirchhofstützmauer. Die Kirche gehört zur Seelsorgeeinheit 1b – Heilig Kreuz, die dem Dekanat Mergentheim der Diözese Rottenburg-Stuttgart zugeordnet ist. Das Bauwerk ist ein Kulturdenkmal der Stadt Bad Mergentheim.